# فرودگاه آبی هارتلی بی
فرودگاه آبی هارتلی بی (به انگلیسی: Hartley Bay Water Aerodrome) یک فرودگاه همگانی با کد یاتا YTB است که یک باند فرود آب دارد. این فرودگاه در کشور کانادا قرار دارد و در ارتفاع ۰ متری از سطح دریا واقع شده‌است.